# Aeropuerto Internacional de Mascate
El Aeropuerto Internacional de Mascate (IATA: MCT, OACI: OOMS) es el aeropuerto de Mascate, Omán. Es la base de la aerolínea nacional, Oman Air.

## Aerolíneas y destinos

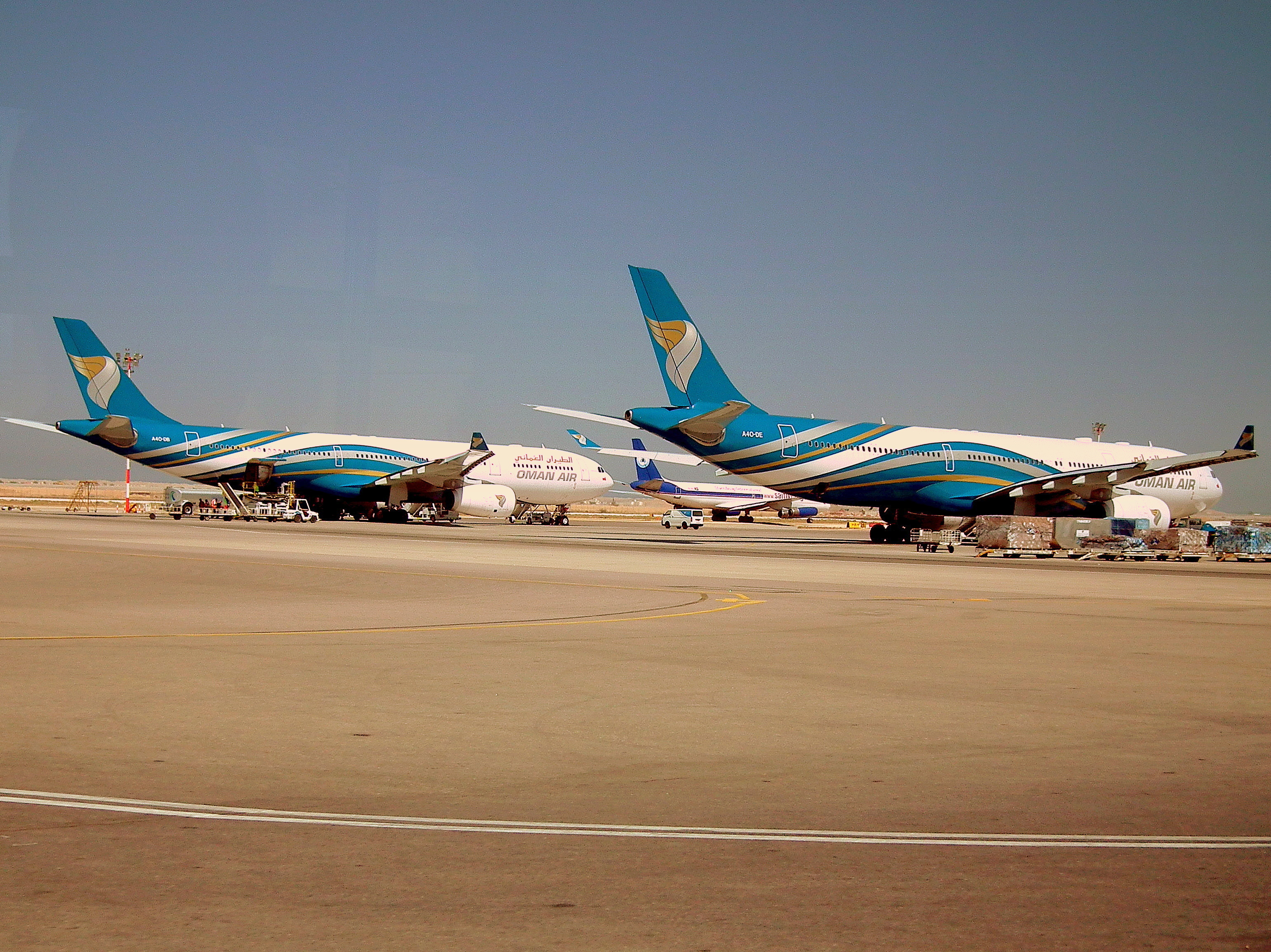
Aviones Airbus A330-300 de Oman Air en la rampa

### Destinos nacionales
| Aerolíneas | Destinos                                  |
| ---------- | ----------------------------------------- |
| Oman Air   | Duqm, Jasab                               |
| SalamAir   | Duqm, Masirah, Salalah Chárter: Mukhaizna |

### Destinos internacionales
| Ciudades               | Nombre del aeropuerto                                  | Aerolíneas                                                              | Aeronaves               | Frecuencias semanales |        |
| África                 | África                                                 | África                                                                  | África                  | África                | África |
| ---------------------- | ------------------------------------------------------ | ----------------------------------------------------------------------- | ----------------------- | --------------------- | ------ |
| Egipto                 |                                                        |                                                                         |                         |                       |        |
| Alejandría             | Aeropuerto de Borg El Arab                             | Oman Air SalamAir                                                       | B7x7 A32x-251N*         |                       |        |
| El Cairo               | Aeropuerto Internacional de El Cairo                   | Air Arabia Egypt EgyptAir Oman Air                                      | B7x7                    |                       |        |
| Etiopía                |                                                        |                                                                         |                         |                       |        |
| Adís Abeba             | Aeropuerto Internacional Bole                          | Ethiopian                                                               |                         |                       |        |
| Sudán                  |                                                        |                                                                         |                         |                       |        |
| Jartum                 | Aeropuerto Internacional de Jartum                     | SalamAir                                                                | A32x-251N*              |                       |        |
| Puerto Sudán           | Aeropuerto de Puerto Sudán                             | Badr Airlines                                                           |                         |                       |        |
| Tanzania               |                                                        |                                                                         |                         |                       |        |
| Dar es-Salam           | Aeropuerto Internacional Julius Nyerere                | Oman Air                                                                | B7x7                    |                       |        |
| Zanzíbar               | Aeropuerto Internacional de Zanzíbar                   | Oman Air                                                                | B7x7                    |                       |        |
| Asia                   |                                                        |                                                                         |                         |                       |        |
| Arabia Saudita         |                                                        |                                                                         |                         |                       |        |
| Dammam                 | Aeropuerto Internacional Rey Fahd                      | Oman Air SalamAir                                                       | B7x7 A32x-251N*         |                       |        |
| Medina                 | Aeropuerto Príncipe Mohammad Bin Abdulaziz             | Oman Air SalamAir                                                       | B7x7 A32x-251N*         |                       |        |
| Riad                   | Aeropuerto Internacional Rey Khalid                    | Oman Air SalamAir                                                       | B7x7 A32x-251N*         |                       |        |
| Taif                   | Aeropuerto Regional de Taif                            | SalamAir (Estacional)                                                   | A32x-251N*              |                       |        |
| Yida                   | Aeropuerto Internacional Rey Abdulaziz                 | Oman Air SalamAir Saudia                                                | B7x7 A32x-251N*         |                       |        |
| Azerbaiyán             |                                                        |                                                                         |                         |                       |        |
| Bakú                   | Aeropuerto Internacional Heydar Aliyev                 | SalamAir (Estacional)                                                   | A32x-251N*              |                       |        |
| Bangladés              |                                                        |                                                                         |                         |                       |        |
| Chittagong             | Aeropuerto Internacional Shah Amanat                   | Biman Bangladesh Airlines SalamAir US-Bangla Airlines                   | A32x-251N*              |                       |        |
| Daca                   | Aeropuerto Internacional de Daca-Hazrat Shahjalal      | Biman Bangladesh Airlines Oman Air SalamAir US-Bangla Airlines          | B7x7 A32x-251N*         |                       |        |
| Sylhet                 | Aeropuerto Internacional Osmani                        | Biman Bangladesh Airlines US-Bangla Airlines                            |                         |                       |        |
| Baréin                 |                                                        |                                                                         |                         |                       |        |
| Baréin                 | Aeropuerto Internacional de Baréin                     | Gulf Air Oman Air SalamAir                                              | B7x7 A32x-251N*         |                       |        |
| Catar                  |                                                        |                                                                         |                         |                       |        |
| Doha                   | Aeropuerto Internacional Hamad                         | Oman Air Qatar Airways SalamAir                                         | B7x7 A32x-251N*         |                       |        |
| China                  |                                                        |                                                                         |                         |                       |        |
| Guangzhou              | Aeropuerto Internacional de Cantón-Baiyun              | Oman Air                                                                | B7x7                    |                       |        |
| Emiratos Árabes Unidos |                                                        |                                                                         |                         |                       |        |
| Abu Dabi               | Aeropuerto Internacional de Abu Dabi                   | Etihad Airways Oman Air SalamAir Wizz Air Abu Dhabi                     | B7x7 A32x-251N* A321x   |                       |        |
| Dubái                  | Aeropuerto Internacional de Dubái                      | Emirates flydubai Oman Air SalamAir                                     | B737 B7x7 A32x-251N*    |                       |        |
| Dubái                  | Aeropuerto Internacional de Dubái-Al Maktoum           | flydubai SalamAir                                                       | B737 A32x-251N*         |                       |        |
| Fuyaira                | Aeropuerto Internacional de Fuyaira                    | SalamAir                                                                | A32x-251N*              |                       |        |
| Sharjah                | Aeropuerto Internacional de Sharjah                    | Air Arabia                                                              | A32x                    |                       |        |
| Filipinas              |                                                        |                                                                         |                         |                       |        |
| Manila                 | Aeropuerto Internacional Ninoy Aquino                  | Oman Air                                                                | B7x7                    |                       |        |
| Georgia                |                                                        |                                                                         |                         |                       |        |
| Tiflis                 | Aeropuerto Internacional de Tiflis                     | SalamAir (Estacional)                                                   | A32x-251N*              |                       |        |
| India                  |                                                        |                                                                         |                         |                       |        |
| Ahmedabad              | Aeropuerto Internacional Sardar Vallabhbhai Patel      | SpiceJet                                                                |                         |                       |        |
| Bangalore              | Aeropuerto Internacional Kempegowda                    | Oman Air SalamAir                                                       | B7x7                    |                       |        |
| Bombay                 | Aeropuerto Internacional Chhatrapati Shivaji           | Air India Air India Express IndiGo Oman Air SalamAir                    | B7x7                    |                       |        |
| Chennai                | Aeropuerto Internacional de Chennai                    | IndiGo Oman Air                                                         | B7x7                    |                       |        |
| Goa                    | Aeropuerto Internacional de Goa                        | Oman Air                                                                | B7x7                    |                       |        |
| Hyderabad              | Aeropuerto Internacional Rajiv Gandhi                  | IndiGo Oman Air SalamAir                                                | B7x7 A32x-251N*         |                       |        |
| Jaipur                 | Aeropuerto de Jaipur                                   | SalamAir                                                                | A32x-251N*              |                       |        |
| Kannur                 | Aeropuerto Internacional de Kannur                     | Air India Express                                                       |                         |                       |        |
| Kochi                  | Aeropuerto Internacional de Cochin                     | Air India Express IndiGo Oman Air                                       | B7x7                    |                       |        |
| Kozhikode              | Aeropuerto Internacional de Kozhikode                  | Air India Express IndiGo Oman Air SalamAir                              | B7x7 A32x-251N*         |                       |        |
| Lucknow                | Aeropuerto Internacional Chaudhary Charan Singh        | Air India Express Oman Air SalamAir                                     | B7x7 A32x-251N*         |                       |        |
| Mangalore              | Aeropuerto Internacional de Mangalore                  | Air India Express                                                       |                         |                       |        |
| Nueva Delhi            | Aeropuerto Internacional Indira Gandhi                 | Air India Oman Air SalamAir                                             | B7x7 A32x-251N*         |                       |        |
| Thiruvananthapuram     | Aeropuerto Internacional de Trivandrum                 | Air India Express IndiGo Oman Air SalamAir                              | B7x7 A32x-251N*         |                       |        |
| Tiruchirappalli        | Aeropuerto Internacional de Tiruchirappalli            | Air India Express                                                       |                         |                       |        |
| Indonesia              |                                                        |                                                                         |                         |                       |        |
| Yakarta                | Aeropuerto Internacional Soekarno-Hatta                | Oman Air                                                                | B7x7                    |                       |        |
| Irak                   |                                                        |                                                                         |                         |                       |        |
| Bagdad                 | Aeropuerto Internacional de Bagdad                     | SalamAir                                                                | A32x-251N*              |                       |        |
| Irán                   |                                                        |                                                                         |                         |                       |        |
| Bandar Abbás           | Aeropuerto de Bandar Abbás                             | Karun Airlines                                                          |                         |                       |        |
| Isfahán                | Aeropuerto de Isfahán                                  | Varesh Airlines                                                         | B737                    |                       |        |
| Mashhad                | Aeropuerto Internacional de Mashhad                    | Oman Air Qeshm Air SalamAir Taban Air                                   | B7x7 A32x-251N*         |                       |        |
| Qeshm                  | Aeropuerto Internacional de Qeshm                      | Qeshm Air                                                               |                         |                       |        |
| Shiraz                 | Aeropuerto Internacional de Shiraz                     | Kish Air Oman Air Pars Air Qeshm Air SalamAir Taban Air                 | B7x7 CRJ-200 A32x-251N* |                       |        |
| Teherán                | Aeropuerto Internacional Imán Jomeini                  | Oman Air Qeshm Air SalamAir Sepehran Airlines Taban Air Varesh Airlines | B7x7 A32x-251N* B737    |                       |        |
| Jordania               |                                                        |                                                                         |                         |                       |        |
| Amán                   | Aeropuerto Internacional de la Reina Alia              | Oman Air                                                                | B7x7                    |                       |        |
| Kazajistán             |                                                        |                                                                         |                         |                       |        |
| Almaty                 | Aeropuerto Internacional de Almaty                     | SalamAir (Estacional)                                                   | A32x-251N*              |                       |        |
| Kirguistán             |                                                        |                                                                         |                         |                       |        |
| Biskek                 | Aeropuerto Internacional de Manas                      | SalamAir                                                                | A32x-251N*              |                       |        |
| Osh                    | Aeropuerto de Osh                                      | SalamAir                                                                | A32x-251N*              |                       |        |
| Kuwait                 |                                                        |                                                                         |                         |                       |        |
| Ciudad de Kuwait       | Aeropuerto Internacional de Kuwait                     | Jazeera Airways Kuwait Airways (Estacional) Oman Air SalamAir           | A32x B7x7 A32x-251N*    |                       |        |
| Líbano                 |                                                        |                                                                         |                         |                       |        |
| Beirut                 | Aeropuerto Internacional Rafic Hariri                  | SalamAir (Estacional)                                                   | A32x-251N*              |                       |        |
| Malasia                |                                                        |                                                                         |                         |                       |        |
| Kuala Lumpur           | Aeropuerto Internacional de Kuala Lumpur               | Oman Air SalamAir (Estacional)                                          | B7x7 A32x-251N*         |                       |        |
| Maldivas               |                                                        |                                                                         |                         |                       |        |
| Malé                   | Aeropuerto Internacional de Malé                       | Oman Air (Estacional)                                                   | B7x7                    |                       |        |
| Nepal                  |                                                        |                                                                         |                         |                       |        |
| Katmandú               | Aeropuerto Internacional de Katmandú                   | SalamAir                                                                | A32x-251N*              |                       |        |
| Pakistán               |                                                        |                                                                         |                         |                       |        |
| Faisalabad             | Aeropuerto Internacional de Faisalabad                 | Pakistan International Airlines SalamAir                                | A32x-251N*              |                       |        |
| Islamabad              | Aeropuerto Internacional de Islamabad                  | Pakistan International Airlines SalamAir (inicia 19 de junio de 2024)   | A32x-251N*              |                       |        |
| Karachi                | Aeropuerto Internacional Jinnah                        | Airblue Oman Air Pakistan International Airlines SalamAir               | A32x B7x7 A32x-251N*    |                       |        |
| Lahore                 | Aeropuerto Internacional Allama Iqbal                  | Airblue Pakistan International Airlines                                 | A32x                    |                       |        |
| Multan                 | Aeropuerto Internacional de Multan                     | Pakistan International Airlines SalamAir                                | A32x-251N*              |                       |        |
| Peshawar               | Aeropuerto Internacional de Peshawar                   | Pakistan International Airlines SalamAir                                | A32x-251N*              |                       |        |
| Quetta                 | Aeropuerto Internacional de Quetta                     | SalamAir                                                                | A32x-251N*              |                       |        |
| Sialkot                | Aeropuerto Internacional de Sialkot                    | Oman Air Pakistan International Airlines SalamAir                       | B7x7 A32x-251N*         |                       |        |
| Siria                  |                                                        |                                                                         |                         |                       |        |
| Damasco                | Aeropuerto Internacional de Damasco                    | Cham Wings Airlines                                                     | A320-200                |                       |        |
| Sri Lanka              |                                                        |                                                                         |                         |                       |        |
| Colombo                | Aeropuerto Internacional Bandaranaike                  | SalamAir SriLankan Airlines                                             | A32x-251N* A3xx         |                       |        |
| Tailandia              |                                                        |                                                                         |                         |                       |        |
| Bangkok                | Aeropuerto Internacional Suvarnabhumi                  | Oman Air SalamAir                                                       | B7x7 A32x-251N*         |                       |        |
| Phuket                 | Aeropuerto Internacional de Phuket                     | Oman Air SalamAir                                                       | B7x7 A32x-251N*         |                       |        |
| Turquía                |                                                        |                                                                         |                         |                       |        |
| Bursa                  | Aeropuerto de Bursa                                    | SalamAir (Estacional)                                                   | A32x-251N*              |                       |        |
| Estambul               | Aeropuerto Internacional Atatürk                       | Oman Air SalamAir Turkish Airlines                                      | B7x7 A32x-251N*         |                       |        |
| Estambul               | Aeropuerto Internacional Sabiha Gökçen                 | Pegasus Airlines SalamAir                                               | A32x-251N*              |                       |        |
| Rize                   | Aeropuerto de Rize–Artvin                              | SalamAir (Estacional)                                                   | A32x-251N*              |                       |        |
| Trebisonda             | Aeropuerto de Trebisonda                               | Oman Air SalamAir (Estacional)                                          | B7x7 A32x-251N*         |                       |        |
| Europa                 |                                                        |                                                                         |                         |                       |        |
| Albania                |                                                        |                                                                         |                         |                       |        |
| Tirana                 | Aeropuerto Internacional Madre Teresa                  | SalamAir (Estacional) (inicia 17 de junio de 2024)                      | A32x-251N*              |                       |        |
| Alemania               |                                                        |                                                                         |                         |                       |        |
| Fráncfort del Meno     | Aeropuerto de Fráncfort del Meno                       | Oman Air                                                                | B787-9                  |                       |        |
| Múnich                 | Aeropuerto Internacional de Múnich-Franz Josef Strauss | Oman Air SalamAir                                                       | B737 A32x-251N*         |                       |        |
| Bosnia y Herzegovina   |                                                        |                                                                         |                         |                       |        |
| Sarajevo               | Aeropuerto Internacional de Sarajevo                   | SalamAir (Estacional)                                                   | A32x-251N*              |                       |        |
| Francia                |                                                        |                                                                         |                         |                       |        |
| París                  | Aeropuerto de París-Charles de Gaulle                  | Oman Air                                                                | B787-9                  |                       |        |
| Italia                 |                                                        |                                                                         |                         |                       |        |
| Milán                  | Aeropuerto de Milán-Malpensa                           | Oman Air                                                                | B787-9                  |                       |        |
| Reino Unido            |                                                        |                                                                         |                         |                       |        |
| Londres                | Aeropuerto de Londres-Heathrow                         | Oman Air                                                                | B7x7                    |                       |        |
| Mánchester             | Aeropuerto de Mánchester                               | Oman Air                                                                | B7x7                    |                       |        |
| República Checa        |                                                        |                                                                         |                         |                       |        |
| Praga                  | Aeropuerto de Praga                                    | SalamAir (Estacional)                                                   | A32x-251N*              |                       |        |
| Rusia                  |                                                        |                                                                         |                         |                       |        |
| Moscú                  | Aeropuerto Internacional de Moscú-Sheremétievo         | Oman Air                                                                | B7x7                    |                       |        |
| Suiza                  |                                                        |                                                                         |                         |                       |        |
| Zúrich                 | Aeropuerto Internacional de Zúrich                     | Edelweiss Air Oman Air (Estacional)                                     | A3x0 B7x7               |                       |        |

| Aerolíneas   | Destinos                               |
| ------------ | -------------------------------------- |
| Cargolux     | Bombay, Chennai, Hong Kong, Luxemburgo |
| DHL Aviation | Dubái                                  |

## Estadísticas
Ver fuente y consulta Wikidata.